# Héctor Zaraspe
Manuel Héctor Zaraspe (Aguilares, 8 de junio de 1930-Manhattan, 13 de febrero de 2023) fue un maestro de baile argentino de la Juilliard School de Nueva York.

## Biografía
Estudió en el Teatro Colón con los maestros Otto Weber, Esmée Bulnes y Gema Castillo. En 1954 viajó a España en donde llevó adelante el proyecto del Liceo Coreográfico de Madrid.

## Trayectoria
Bailó, coreografió y enseñó danza en España durante once años y en 1964 realizó una gira por Estados Unidos con el ballet de Antonio el Bailarín de Madrid. Fue presentado a Rudolf Nureyev y Margot Fonteyn convirtiéndose en el maestro privado de la célebre pareja. Posteriormente dio clases a Carla Fracci, a Mariemma, incluso fue maestro de baile del Mariemma Ballet de España en sus primeros años de formación desde 1955 y a otras celebridades del mundo de la danza e impulsó la carrera de la joven Paloma Herrera. 
Fue maestro de ballet del American Ballet Theatre y miembro de la Juilliard School desde 1970. Fue instructor en el Metropolitan Opera, Teatro Colón, Hamburgo, Caracas y Ginebra. Presidió jurados internacionales de danza y seminarios en Argentina, Brasil, Venezuela, etc.
En 1993 creó la Fundación Zaraspe y la Juilliard School instituyó el Zaraspe Prize, al mejor coreógrafo, en su honor.
Creó el espectáculo Tango Passion de resonante éxito en todo el mundo. Recibió el Premio Konex y otras distinciones.
Por la producción de María de Buenos Aires mereció el Grammy Award 2003. Participó de La gala del milenium en el Metropólitan de Nueva York en el año 2000. Recibió becas: UNESCO como Pedagogo invitado a Incolballet (Colombia,1960) y Fulbright como pedagogo invitado a la Escuela Nacional de Ballet de Uruguay en 1984. Su nombre se encuentra en el programa de ayuda comunitaria de la UN, con el espectáculo ecuménico Unidos somos Paz. Recibió la Medalla del Consejo Brasileño de la Danza, el Premio del Ballet Metropolitano de Caracas y las Llaves de la Ciudad de Miami. Personalidad destacada de Buenos Aires.
Su delicado estado de salud lo llevó a pasar algunos días internado en el Memorial Hospital de Nueva York, de donde recibió el alta a fines de enero de 2023.
A las 23.43 del lunes 13 de febrero de 2023, falleció en su casa de Manhattan, Nueva York, a los 92 años de edad.